# Koszyk dóbr i usług
Koszyk dóbr i usług – kombinacja wszystkich dóbr i usług nabywanych przez konsumenta w danym czasie.

## Opis
W skład koszyka dóbr i usług wchodzą wydatki na:
- żywność,
- eksploatację oraz wyposażenie mieszkania,
- oświatę i wychowanie,
- kulturę,
- naprawy,
- odzież i obuwie,
- leki,
- higienę,
- sport i wypoczynek,
- transport,
- inne.

Wartość koszyka jest wykorzystywana do obliczania miar inflacji. 

### Polska
Dobra i usługi oraz ich ilość kupowane przez „uśrednione” gospodarstwo domowe (typową rodzinę) to tzw. statystyczny koszyk zakupów. Jest tworzony przez Główny Urząd Statystyczny na podstawie badań budżetów gospodarstw domowych. Służy do wyliczania Indeksu cen dóbr konsumpcyjnych (CPI).